# جون ويكس (اقتصادي)
جون ويكس (بالإنجليزية: John Weeks)‏ هو اقتصادي أمريكي، ولد في 1941.